# جو تورنر
جو تورنر (بالإنجليزية: Joe Turner)‏ (21 مارس 1931 ببارنسلي في المملكة المتحدة - 8 فبراير 2008 ببارنسلي في المملكة المتحدة) هو لاعب كرة قدم بريطاني في مركز حراسة المرمى. لعب مع ستوكبورت كونتي وسكونثورب يونايتد ونادي بارنسلي ونادي جوول ‏ ودنابي يونايتد ودارلينجتون إف سى.

## وصلات خارجية
- جو تورنر على موقع قاعدة بيانات كرة القدم.إي يو (الإنجليزية)